# Мост (дружество на македонците в Албания)
Вижте пояснителната страница за други значения на Мост.
Мост е неправителствено дружество на етническите македонци от областта Голо бърдо, Албания.
Дружеството е създадено през 2012 г., с председател Бесник Хасани, заместник-председател Илбер Кадриу и секретар Лавдарим Мета. Основна цел на дружество „Мост“ е:
| „ | борбата за признаване на македонците в Голо бърдо от страна на албанската държава, изучване на македонския език в училищата в Голо Бърдо, защита на македонската идентичност, македонската култура, македонските традиции, македонския език, фолклор и обичаи, както и спиране на българската пропаганда в Голо бърдо и опитите на България за побългаряване на македонците в Голо Бърдо. | “ |